# Zvijerci
 Ovo je glavno značenje pojma Zvijerci. Za kvart u Bjelovaru pogledajte Zvijerci (Bjelovar).
Zvijerci je naselje u Republici Hrvatskoj, u sastavu Grada Bjelovar, Bjelovarsko-bilogorska županija. 

## Stanovništvo
Prema popisu stanovništva iz 2001. godine, naselje je imalo 62 stanovnika te 16 obiteljskih kućanstava.
| broj stanovnika |       |       |       | 51    | 81    | 83    | 47    | 140   | 184   | 168   | 233   | 388   | 819   | 525   | 62    | 54    | 59    |
|                 | 1857. | 1869. | 1880. | 1890. | 1900. | 1910. | 1921. | 1931. | 1948. | 1953. | 1961. | 1971. | 1981. | 1991. | 2001. | 2011. | 2021. |

## Šport
- NK Zvijerci, nogometni klub sa sjedištem unutar bjelovarske četvrti Zvijerci.